# Fundamentalpunkt

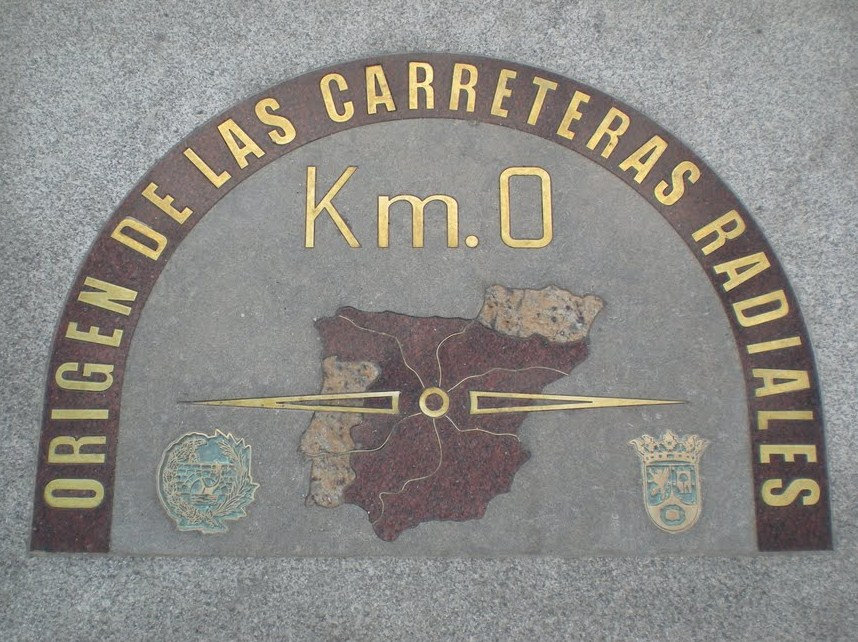
Null-Kilometerstein in Madrid

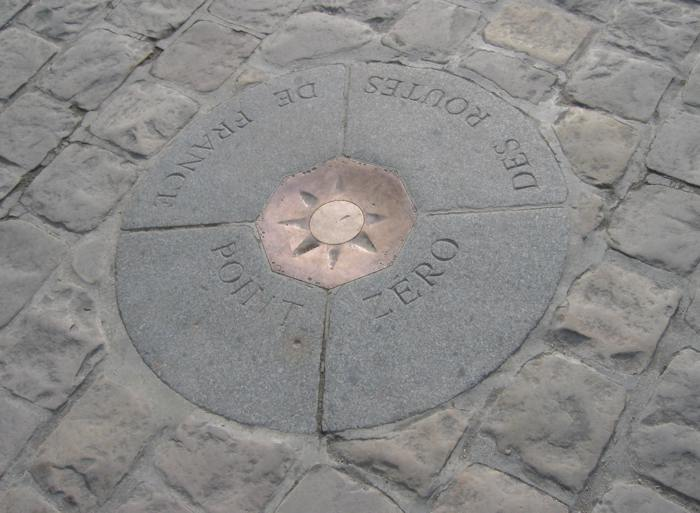
„Kilomètre zéro“, Fundamentalpunkt Frankreichs vor dem Haupteingang der Kathedrale Notre-Dame de Paris

Ein Fundamentalpunkt, auch Zentralpunkt, war in der klassischen Geodäsie der zentrale Vermessungspunkt eines Landes.
Von seinen astronomisch genau bestimmten Koordinaten (astronomisch-geografische Breite und Länge) ausgehend, wurde durch Triangulation (großräumige Dreiecksmessung) ein Vermessungsnetz über das ganze Land ausgebreitet.
In den letzten Jahrzehnten hat die Bedeutung von Fundamentalpunkten abgenommen, weil die Vermessungssysteme der Staaten auf weltweit geeignete Ellipsoide wie das WGS 84 umgestellt werden.

## Klassische Festlegung
Der Fundamentalpunkt stellt – zusammen mit einem Referenzellipsoid und der präzisen Richtung einer langen Dreiecksseite – das terrestrische Bezugssystem einer Landesvermessung dar. Das Bezugssystem und seine Orientierung heißen Geodätisches Datum, der Fundamentalpunkt und das Messnetz bilden seine Realisierung.

## Das klassische Verfahren der Landesvermessung
Die Lagerung (Festlegung) eines Referenzellipsoids relativ zum Erdkörper erfolgt, indem die geographische Breite und Länge des Fundamentalpunktes astronomisch bestimmt und mit seiner ellipsoidischen Breite/Länge gleichgesetzt werden. Zusammen mit der genauen Richtung zu einem entfernten Triangulationspunkt wird dadurch die Rotationsachse des Ellipsoids parallel zur Rotationsachse der wirklichen Erde.
Der Mittelpunkt des Ellipsoids fällt allerdings nicht mit dem Erdmittelpunkt zusammen, weil das Schwerefeld jeder Region gewisse Unregelmäßigkeiten aufweist (siehe Geoid). Die Mittelpunkte können um einige 100 Meter differieren – je nach der Lage des Fundamentalpunktes in der Region und ihren geologischen Verhältnissen.
Diese Tatsache ist Vor- und Nachteil zugleich:
- vorteilig ist die bessere Anpassung eines regionalen Ellipsoids an die dort vorherrschende Erdkrümmung und damit eine genauere Grundlage der Landesvermessung,
- nachteilig ist die schwierigere Transformation zwischen Nachbarstaaten (die Koordinaten der Grenzpunkte differieren um bis zu 500 m) und heutzutage die Diskrepanzen zu GPS-Ortungen.

## Fundamentalpunkte in Europa

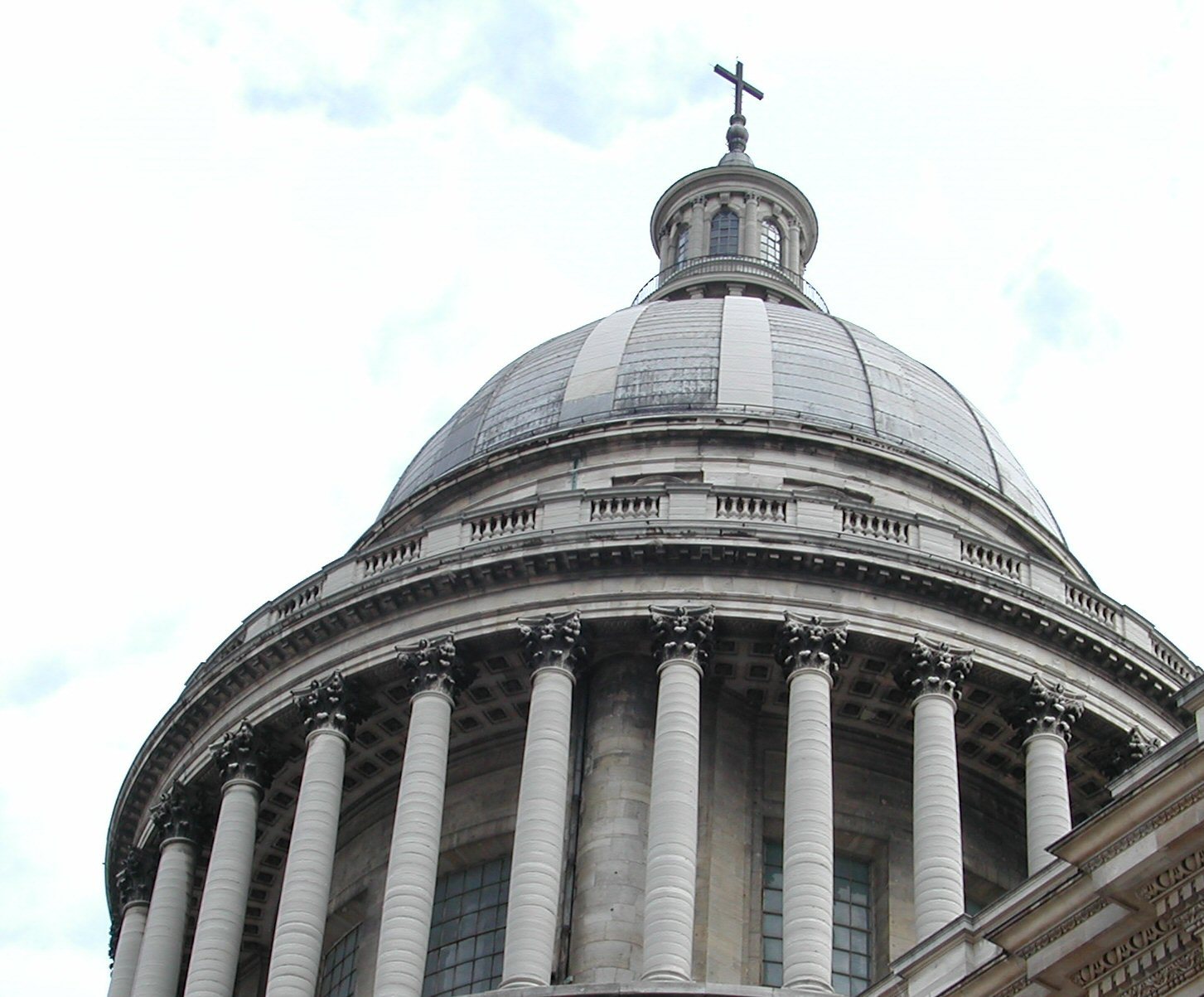
Das Panthéon von Paris ist der Fundamentalpunkt des französischen NTF-Systems (Nouvelle triangulation de la France)

Einige Fundamentalpunkte in Europa sind:
- der Hermannskogel bei Wien (542 m ü. A.) für die Staatsgebiete von Österreich, Ungarn, der früheren Tschechoslowakei und Jugoslawien,
  - wobei sich einzelne Landesvermessungen früher auch auf regionale Fundamentalpunkte wie Innsbruck, den Gusterberg bei Kremsmünster oder den Grazer Hausberg Schöckl bezogen.
- der Rauenberg in Berlin-Tempelhof für die Staatsgebiete von Deutschland, Polen und benachbarte Regionen.
- Kleinere Vermessungsgebiete Mitteleuropas wurden auf andere Punkte bezogen, z. B. die Schweiz auf die alte Sternwarte in Bern (heute indirekt auf die Satellitenstation Zimmerwald) oder Ostpreußen auf einen Nullpunkt bei Königsberg.
- Auf der Puerta del Sol in der spanischen Hauptstadt Madrid findet sich der Null-Kilometerstein der sechs Hauptnationalstraßen Spaniens, die sich sternförmig von dort aus über die iberische Halbinsel erstrecken.

Die richtungsgebende Dreiecksseite hat meist eine Länge um die 30 km; jene für Österreich-Ungarn (Hermannskogel – Hundsheimer Berg) wurde mit 60 km ungewöhnlich lang gewählt, um die Richtungsgenauigkeit des sehr ausgedehnten Netzes zu steigern. Die lange Visur, deren Beobachtung besonders gute Wetterlagen erforderte, verläuft quer über die Ebene des Wiener Beckens.
In den 1920er Jahren gingen Deutschland, Österreich und andere Staaten auf das 3°-Streifensystem der Gauß-Krüger-Projektion über, doch spielen die früheren Fundamentalpunkte eine Rolle, z. B. bei der Analyse von Vermessungsnetzen und der Digitalisierung von älteren Daten des Katasters. Zwischenzeitlich ist der Übergang auf ein EU-einheitliches Bezugssystem mit 6° breiten Meridianstreifen erfolgt.

## Galerie

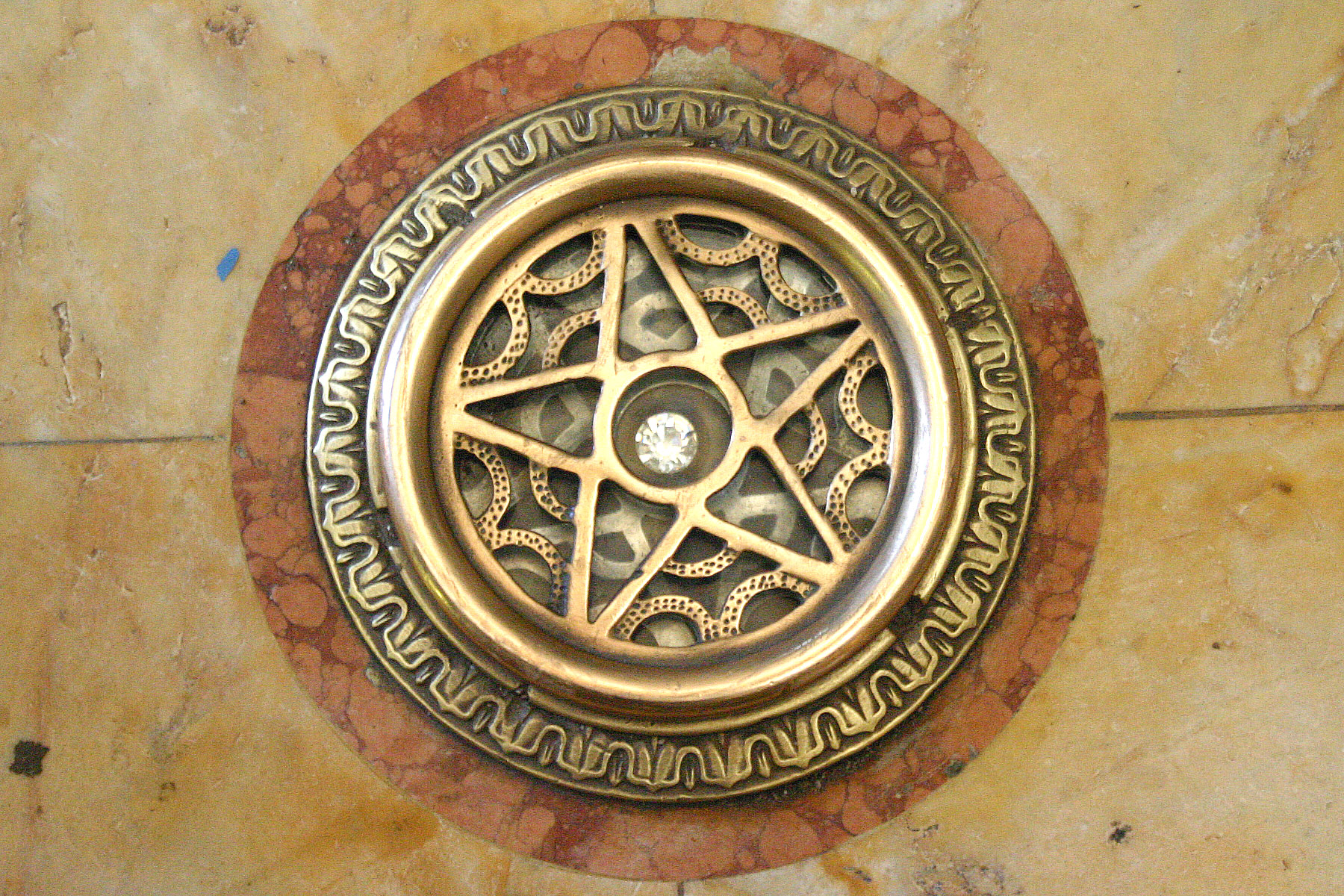
Kubas Fundamentalpunkt
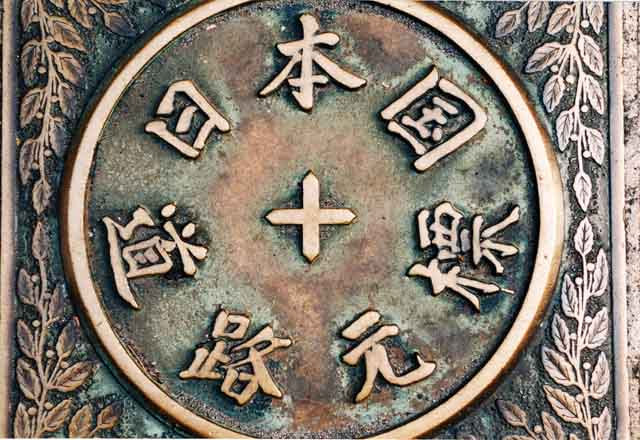
Japans Fundamentalpunkt in Nihonbashi
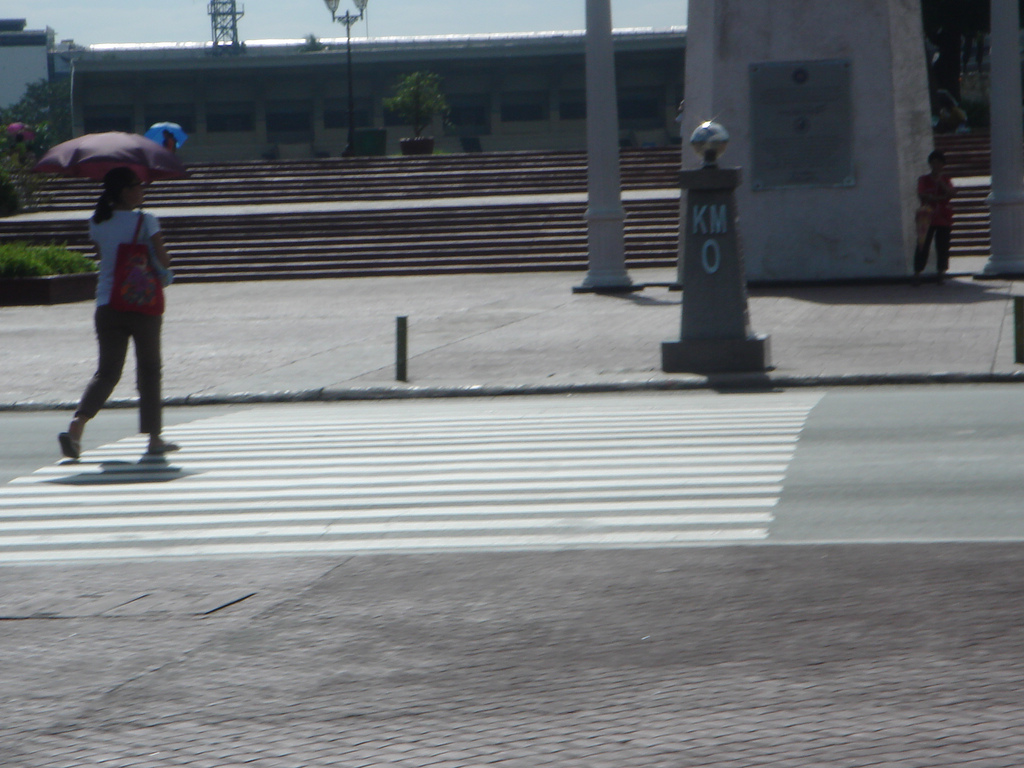
Philippinen Fundamentalpunkt (rechts)
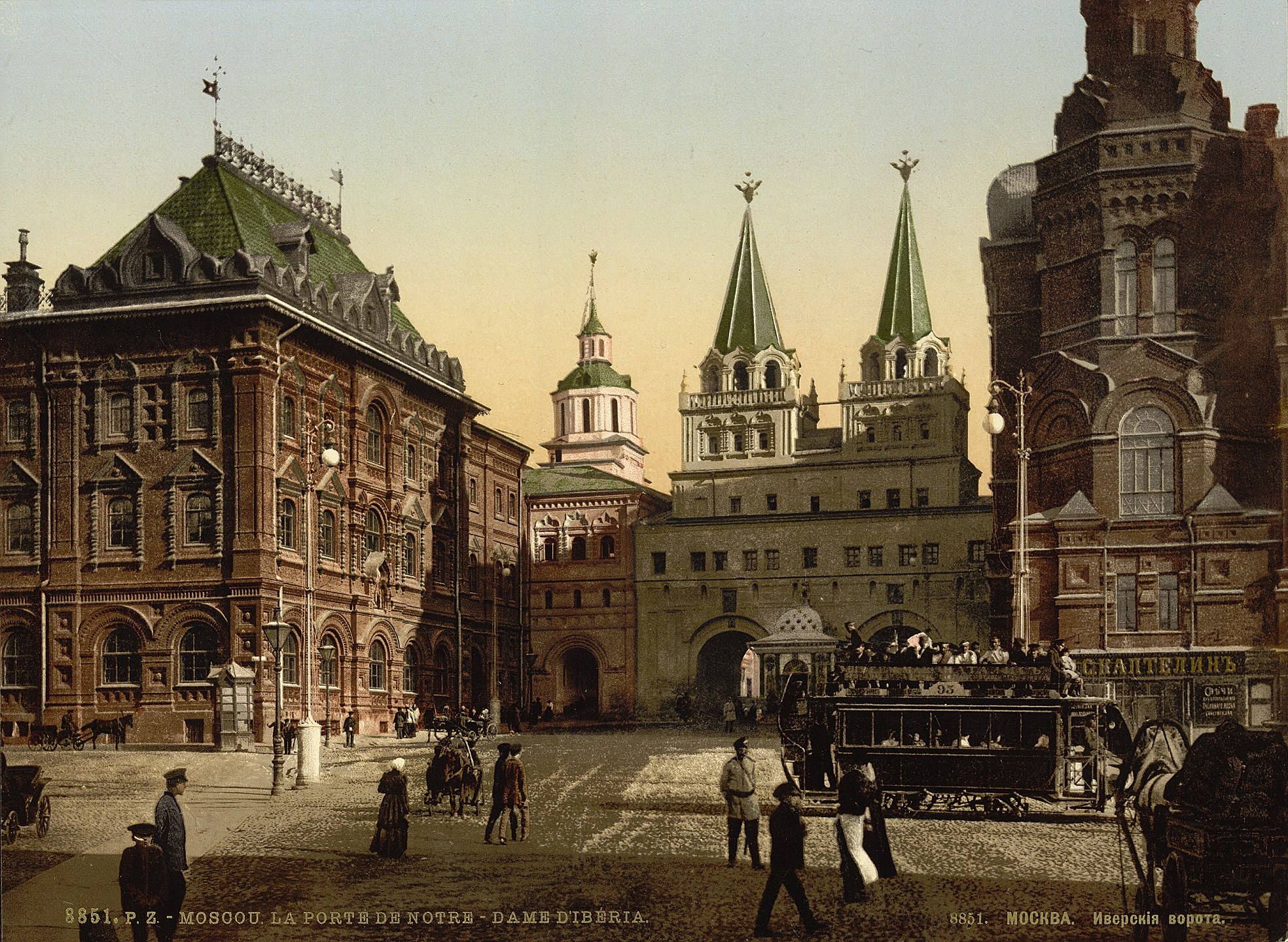
Das Auferstehungstor enthält Russlands „0 km“
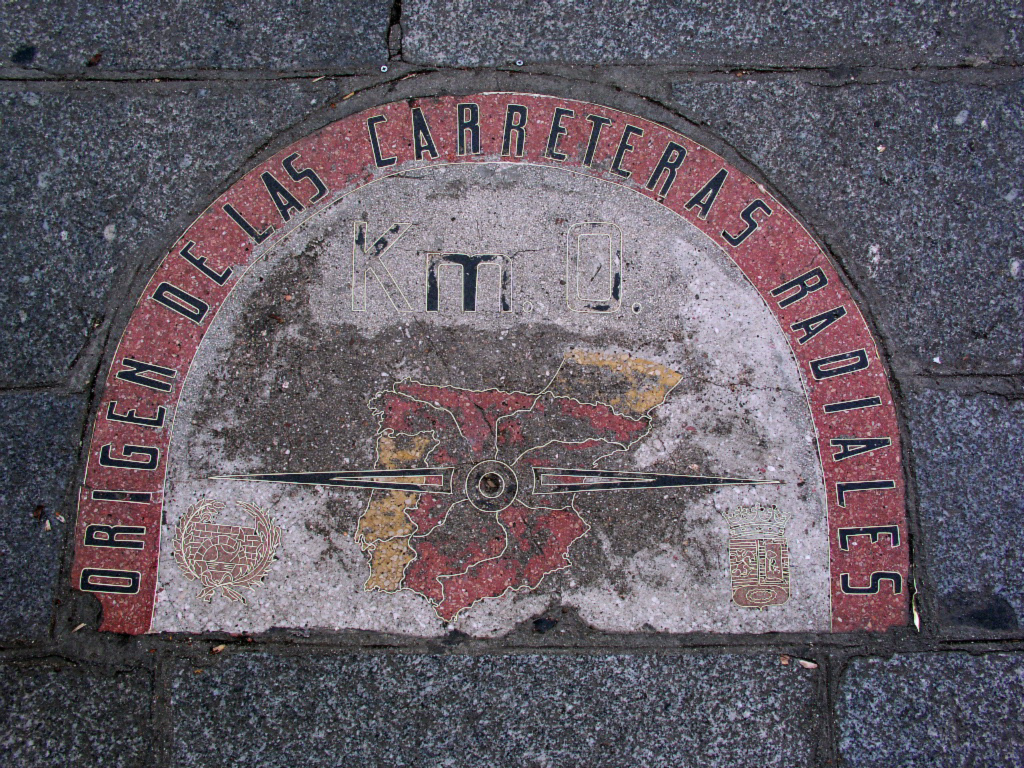
Spaniens Fundamentalpunkt
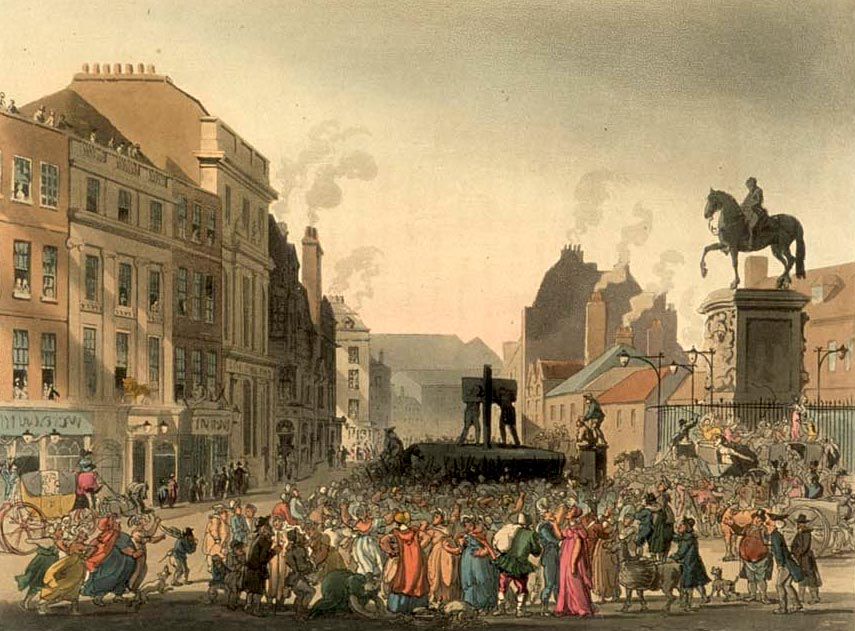
Die Statue von King Charles I markiert das Zentrum von London

## Moderne Festlegungen
Mit dem Entstehen der Satellitengeodäsie ließen sich erstmals geozentrische Erdmodelle ableiten, deren Ausprägungen auf den unterschiedlichen Massenverteilungen der Erdmasse beruhen. Da sich die geodätische Rechenfläche in Form des Ellipsoids jetzt aus einer Vielzahl von Messungen ableitet und nicht mehr von einem einzigen Punkt ohne Bezug zum Geozentrum, haben klassische Fundamentalpunkte ihre Bedeutung weitgehend verloren. Wegen der mannigfaltigen Bestimmungsmöglichkeiten spricht man nicht mehr vom geodätischen Datum, sondern vom System.
In Deutschland ist das Potsdam Datum – mit Fundamentalpunkt Rauenberg, dem Bessel-Ellipsoid und der konformen Gauß-Krüger-Abbildung – vom System ETRS89 mit dem Ellipsoid GRS80 und der UTM-Abbildung abgelöst worden.
International haben die Systeme WGS 72 und vor allem WGS 84 große Bedeutung im Hinblick auf das GPS erlangt. Viele Staaten haben ihre Landesvermessungen auf diese geozentrischen Systeme umgestellt.